# Эльбе (Нижняя Саксония)
Эльбе (нем. Elbe) — община в Германии, в земле Нижняя Саксония.

## Административное деление
Коммуна подразделяется на 3 сельских округа.
Входит в состав района Вольфенбюттель.
Подчиняется управлению Баддеккенштедт.

## География
Занимает площадь 16,71 км².
Официальный код — 03 1 58 011.

## Население
Население составляет 1675 человек (на 31 декабря 2010 года).
| Год  | Население |
| ---- | --------- |
| 1990 | 1818      |
| 1995 | 1923      |
| 2000 | 1872      |
| 2005 | 1831      |
| 2010 | 1698      |